# Hot in the City
Hot in the City è un singolo del cantante britannico Billy Idol, pubblicato nel 1982 ed estratto dall'album Billy Idol.

## Tracce
- 7" (vinile)

1. Hot in the City
2. Dead On Arrival

- 12" (vinile)

1. Hot in the City (Extended Version)
2. Dead On Arrival